# Bandkniv (snickeri)

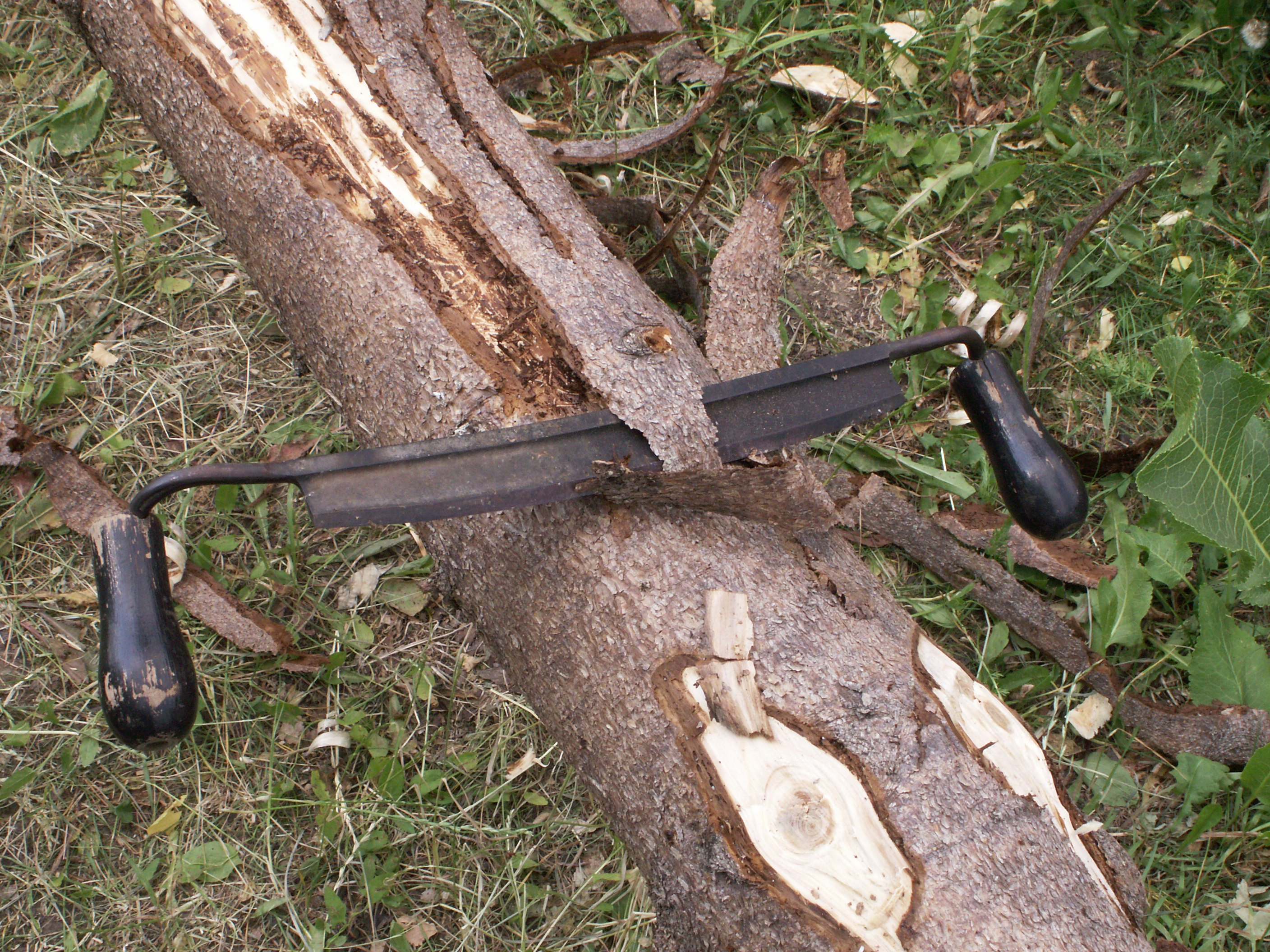
Bandkniv i arbete

Bandkniv är en kniv som används vid laggning, tunnbindning och korgmakeri för täljning och formning av stavar, band och vidjor samt för bearbetning av konvexa ytor. Bandkniven har en låg slipfas på ena eggsidan och en något högre på den andra och har handtag i båda ändar i rät eller något större vinkel mot eggen. Bandkniven fungerar bäst i rått virke.
Vid arbete med bandkniv har man arbetsstycket fastsatt i en täljbänk.
Någon gång hör man ordet bandkniv när man egentligen menar späntkniv som har ett annat utseende och funktion.